# Hunter Woodhall
Pour les articles homonymes, voir Woodhall.
Hunter Woodhall (né le 17 février 1999 à Cartersville) est un athlète handisport américain.

## Carrière
Il a participé aux Jeux paralympiques d'été de 2016 (une médaille d'argent sur 200 mètres T44 et une médaille de bronze sur 400 mètres T44), 2020 (une médaille de bronze  sur 400 mètres T62) et 2024 (une médaille d'or sur 400 mètres T62 et une médaille de bronze sur relais universel 4 x 100 mètres).

## Vie privée
Le 16 octobre 2022, il épouse l'athlète américaine Tara Davis-Woodhall, championne olympique 2024 du saut en longueur.